# Арсеније Велики
Арсеније Велики је хришћански светитељ, родом из патрицијске породице у Риму. Стекао је квалитетно образовање из области науке и филозофије, али и у духовне мудрости. Добио је црквену службу ђакона велике цркве у Риму. Неожењен, повучен, ћутљив и молитвен, Арсеније је хтео мирно да проживи свој живот. Међутим цар Теодосије га је узео за васпитача и учитеља својих синова Аркадија и Хонорија и поставио га за сенатора окруживши га великим богатством и почастима. Арсеније ипак, није уживао у свему томе. Једном се десило да је Арсеније казнио Аркадија због грешке коју је починио. Увређени Аркадије је смишљао освету своме учитељу. Када је Арсеније сазнао за то, преобукао се у просјачко одело, отишао на обалу мора где се сместио у лађу и отпловио у Мисир. Када је стигао у славни Скит, постао је ученик Јована Колова. Тада почиње његов подвиг. Себе је сматрао мртвим; када му је неко јавио да му је један богати сродник умро и њему завештао своје целокупно имање, он је одговорио: „Па ја сам пре њега умро, како му, дакле, ја могу бити наследником?“ Повукао се у пустињу и тамо плео корпе од палминог лишћа, а ноћу се молио Богу. Избегавао је људе и сваки разговор са њима. Само празничним данима је долазио у цркву на причешће. Да се не би олењио, често је себи постављао питање: „Арсеније, зашто си дошао у пустињу?“ Провео је педесет пет година као пустињак и за све то време био је узор монасима. Живео је сто година и скончао природном смрћу 448. године. 
Српска православна црква слави га 8. маја по црквеном, а 21. маја по грегоријанском календару.